# Roberto Manuzzi
Roberto Manuzzi (Roma, 18 giugno 1956) è un sassofonista italiano.

## Biografia
A 18 anni fonda a Finale Emilia (Modena) con alcuni amici musicisti un gruppo jazz-rock denominato "il terzo occhio" del quale compone la maggior parte delle musiche e dove ricopre il ruolo di tastierista e sassofonista. In seguito si diploma  in saxofono nel 1988 presso il Conservatorio di Bologna. Successivamente nel 2006 si diploma in musica jazz presso il conservatorio di Adria.
A Bologna collabora con molti importanti musicisti della scena classico - contemporanea (gruppo Octandre, teatro Comunale) e della scena  jazz e rock, in particolare con il compositore e percussionista Andrea Centazzo con il quale incide diversi dischi per la sua etichetta ICTUS Records dal 1979 al 1990.
È stato docente di sassofono per molti anni presso la Scuola "Giuseppe Verdi" di Prato e fondatore e presidente della "Scuola di Musica Moderna di Ferrara" fino al 2000.
Dal 1986 al 2013 ha fatto parte del gruppo del celebre cantautore Francesco Guccini con Ares Tavolazzi, Flaco Biondini, Vince Tempera, Antonio Marangolo ed Ellade Bandini partecipando a circa 400 concerti live in Italia e all'estero e a tutte le realizzazioni discografiche di Francesco Guccini dal 1987 in poi.
Nel 2010, in duo con la pianista Paola Tagliani, è stato pubblicato un suo CD di musiche per sassofono e pianoforte dalla casa editrice Artebambini di Bazzano. Nel 2014 è stato pubblicato un secondo album di musiche composte da Manuzzi per sax e pianoforte, sempre in duo con la pianista Paola Tagliani, per l'etichetta discografica Velut Luna.
Nel 2022 è in uscita il CD del gruppo "ars antiqua world jazz ensemble" da lui fondato cui collaborano colleghi e allievi del conservatorio di musica di Ferrara (con la partecipazione di Ares Tavolazzi) registrato presso "Overstudio" a Cento (Ferrara)
Dal 2007 è docente di Musica di Insieme jazz presso il Conservatorio di Ferrara e responsabile di area per i "nuovi linguaggi musicali" (Jazz, elettronica)
Alcune sue composizioni sono pubblicate a stampa dalle case editrici Wicky Music ed Eufonia.

## Discografia
A proprio nome :
R. Manuzzi trio in New Age From Italy - Vol.1, INDEX 0040;
VOICES (R. Manuzzi Quartetto), N.S.D. 010;
Lettere dal fronte interno (con Mauro Pagani, Ellade Bandini), Blue 006 (1997)
In Sguardi D’Istinti, ATC 1999
F.RR.R. – sguardi consonanti (Endas Ferrara, 2001)
Lettere agli amori immaginari, Angolobì 2003
Una Rosa, ed. Artebambini, 2010
Sette passi verso il cielo ed. Velut Luna, 2014 
Con Andrea Centazzo :
Mitteleuropa live, Ictus 0012; 
CJANT, Ictus 0023/24; 
Jacques e il suo padrone, INDEX 001; 
Omaggio a Pier Paolo Pasolini, INDEX 010; 
Visions, INDEX 0020;
Pictures, INDEX 0030; 
Cetacea, INDEX 0050; 
Theatres, INDEX 0070; 
Living Pictures, INDEX 0080. 
Con Giancarlo Schiaffini:
L'amore è una curva (FRJ001, 2009)
Con Francesco Guccini:
Quasi come Dumas (EMI)
Quello che non ... (EMI)
Parnassius Guccinii (EMI)
D’amore, morte ed altre sciocchezze (EMI-1996)
Guccini Live collection (EMI - 1998)
Stagioni (EMI - 2000)
Ritratti (EMI - 2004)
Anfiteatro live (CD e DVD-EMI 2005)
L'ultima Thule (2012)
La mia Thule (DVD - 2012)
Con la “DAMS Jazz orchestra”:
“Jazz live for life”, ANT 2003
“Wonderland”, ALMA 2005
Con Antonio Marangolo:
“Sebastian Coleman Gallery - Jazzback” (Sette Ottavi, 2005)
“Volar por las ventanas” (Fortuna records, 2011)
Collaborazioni:
in “Le belle signore”, Antonietta Laterza, 1980
in ”Germinazione spontanea”, AMF 1997
in “E Scamàdul”, i Viulàn (come fisarmonicista), 1998
in “Roba di Amilcare” 1999, ed. Alabianca (come armonicista)
in “Embarrassing days” MOF quartet (AUAND, 2010)